# Clasicómano
Un clasicómano es un competidor de ciclismo en ruta que se especializa en la pruebas de un día de competición, denominadas normalmente como las clásicas. Son corredores que se caracterizan por tener mucha explosividad para realizar ataques intensos en las numerosas dificultades que presentan los recorridos de las clásicas, como tramos adoquinados o cuestas cortas y empinadas.  De la misma manera que existen diferentes tipos de clásicas, se puede hablar de diferentes tipos de clasicómanos.

## Escaladores explosivos
Algunas clásicas presentan en su recorrido subidas cortas de un alto grado de inclinación, con tramos por encima del 25%.  Un ejemplo muy conocido es el Muro de Huy que los ciclistas deben subir en tres ocasiones en la Flecha Valona, una de las Clásicas de las Ardenas.  Los escaladores explosivos realizan ataques definitivos en estos tramos gracias a su potencia. Se diferencian así del escalador de resistencia, que no hace ataques explosivos y tiene mejor desempeño en la escalada de puertos largos o no tan inclinados.  En la actualidad tenemos como ejemplos a Philippe Gilbert, Julian Alaphilippe, Peter Sagan, Michael Albasini, Daniel Martin, Michał Kwiatkowski, Michael Matthews o el español Alejandro Valverde.

## Hombres rápidos en grupos pequeños
Clásicas como Milán-San Remo tienen un final plano y suelen definirse al esprint de un número reducido de corredores.  Sin embargo, no se asemeja al esprint de una etapa plana tradicional de las pruebas por etapas, porque los mejores esprínter han sido eliminados en las numerosas subidas previas, llegan sin gregarios lanzadores o simplemente no han participado en la competencia, de manera que estos corredores resuelven la carrera con menos apoyo de su equipo en los metros finales.  En la actualidad tenemos como ejemplos a Peter Sagan, Alexander Kristoff y John Degenkolb.

## Potentes rodadores
No existe una correlación total entre ser un buen contrarrelojista y un buen clasicómano, pero en muchas ocasiones las clásicas se resuelven por ataques en solitario relativamente lejanos en los que salen a relucir las condiciones de rodador para mantener durante los minutos finales la ventaja conseguida en un ataque definitivo. En la actualidad existen como ejemplos Peter Sagan, Greg Van Avermaet, Niki Terpstra, Sep Vanmarcke, Jürgen Roelandts y Jens Keukeleire, entre otros, y suele ser el tipo de corredor que gana en las clásicas adoquinadas como París-Roubaix.